# Rudzie
Rudzie (Duits: Rudzien; 1938-1945: Rodenstein) is een plaats in het Poolse woiwodschap Ermland-Mazurië, in het district Gołdapski. De plaats maakt deel uit van de stad- en landgemeente Gołdap.